# Fort de Béthune
Le fort de Béthune est un fromage fort élaboré dans le département du Pas-de-Calais. C'est une pâte fromagère, fermentée grâce à un ajout d'eau-de-vie, et conditionnée en pot. Ce fut jadis la base de la nourriture des mineurs de fond. 

## Histoire
Le fromage fort de Béthune est né au XIXe siècle, il servait alors de casse-croûte aux mineurs, une pratique qui perdura jusqu'au début du XXe siècle,. Qualifié de fromage ou viande du pauvre, il connut son heure de gloire aux temps où les bassins houillers du Nord tournaient à plein régime. Il a été vraisemblablement popularisé par des mineurs venus de Lorraine. Cette préparation fromagère était alors uniquement domestique et était élaborée essentiellement en automne et en hiver. 
Il est à souligner que cette préparation fromagère n'est en rien l'héritière des renommés fromages médiévaux de Béthune. Au XIVe siècle, un proverbe français vantait parmi les bons produits flamands : « Bierres de Cambrai, fromages de Béthune, purée d'Arras, tartes de Doullens et truites d'Orchies. ». Dans son Dictionnaire des fromages, Robert Courtine fait remarquer avec humour à propos de ce fromage fort : « les senteurs ammoniacales qu’il dégage en font le vrai bourreau de Béthune. ».

## Ingrédients
Cette préparation nécessitait des restants de fromages malaxés, essentiellement des maroilles, du vin blanc, de l'eau-de-vie, des épices, dont cumin et poivre, et du beurre,,. Le but était d'obtenir une pâte fromagère qui allait être mise à fermenter pour être ensuite conditionnée en pot.

## Préparation

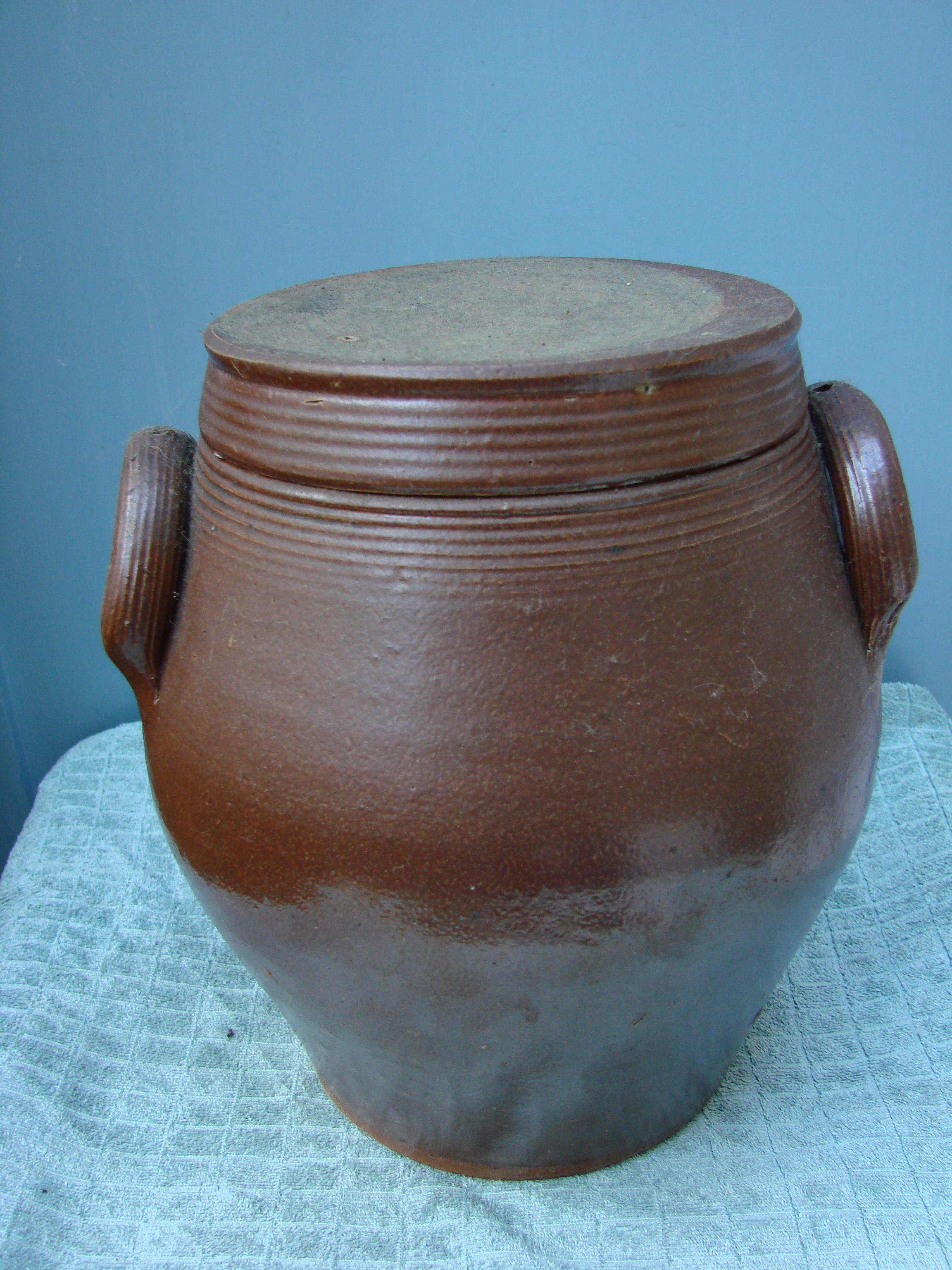
Pot de fermentation pour fromage fort

Au cours du malaxage pouvaient être ajouté au mélange du persil et de l'estragon. Après malaxage, la pâte obtenue était placée dans un pot de grès ou de terre réservés à cet effet pour fermentation. Certains pour mieux faire démarrer cette opération mouillait avec de la bière. 
La fermentation durait entre quelques jours et quelques semaines. On obtenait alors une pâte à consistance épaisse qui prenait la forme de son contenant et qui pouvait se conserver en petits pots pendant plusieurs mois. 

## Homonymes
Le fromage fort de Béthune peut s'apparenter à la boulette d'Avesnes, issue elle aussi du maroilles,. Certains affirment que cette préparation fromagère eut son heure de gloire quand elle fut présentée à déguster à Nikita Khrouchtchev, en visite à Lille en 1960. Le premier secrétaire général du parti communiste de l'Union soviétique l'apprécia et y fit largement honneur. Il semblerait qu'il lui fut plutôt offert du vieux-lille.
Le vieux-lille, issu comme le fort de Béthune du maroilles, dégage lui aussi une odeur puissante légèrement ammoniacale mais il bénéficie du label régional Nord-Pas-de-Calais, ce qui n'est pas le cas du fromage fort. Si le vieux-lille possède de nombreux synonymes : gris de Lille, puant macéré ou puant de Lille, à l'égal de son cousin de Béthune affublé volontiers des surnoms de vieux puant ou puant macéré, il ne peut être assimilé au fromage de Béthune puisque sa méthode de fabrication est totalement différente. 

## Consommation

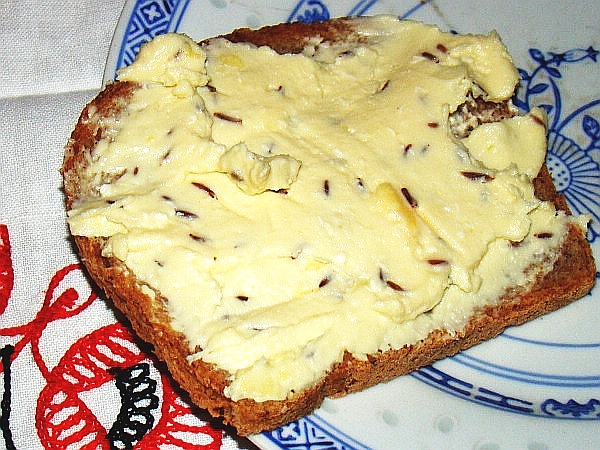
Fort de Béthune au cumin

Ce fromage, lié à la consommation ouvrière, a été un complément indispensable de l'alimentation des mineurs de fond car il les incitait à consommer du pain, base essentielle de leur nourriture. Aujourd'hui, encore, il se consomme surtout sur des tranches de pain. 

## Accord mets/boisson
Les mineurs ingurgitaient leur fromage fort, dès le petit déjeuner, avec un café noir, accompagné d'un verre de vieux genièvre local ou à défaut de vin rouge, le plus corsé possible, ou d'une bière forte régionale, ambrée de préférence,.

## Commercialisation
Cette préparation fromagère se trouve toujours dans certaines crèmeries et sa fabrication persiste encore familialement ou dans quelques exploitations agricoles qui en font une fabrication artisanale,.